# پال ئی. جیکوبز
پال ئی. جیکوبز (به انگلیسی: Paul E. Jacobs) مدیرعامل کنونی کوالکام است.

## شغل
جیکوبز شغل خود را در سال ۱۹۹۰ به عنوان مهندس در گروه توسعه فناوری شروع کرد. او از ژوئیه ۲۰۰۱ تا ژوئیه ۲۰۰۵ در گروه مدیران ارشد بخش اینترنت و وایرلس کوالکام به کار خود ادامه داد و از ژوئیه ۲۰۰۵ به عنوان مدیرعامل کوالکام انتخاب شد.